# Invasión cubana a Panamá
La invasión cubana a Panamá fue una operación militar en que tropas guerrilleras cubanas y panameñas invadieron Panamá el 19 de abril de 1959 con el objetivo de impulsar una revolución. La invasión fue liderada por el panameño Enrique Morales y promovida por Roberto Arias, sobrino de Arnulfo Arias Madrid, expresidente de Panamá. La invasión fue el primer intento de exportar la revolución cubana a otros países mediante el uso de la guerra de guerrillas y marcó un punto de inflexión para diversos medios de comunicación y sectores políticos en Estados Unidos y América Latina con respecto a las intenciones de Fidel Castro y la revolución cubana. La invasión cubana a Panamá marcó el auge posterior de grupos guerrilleros en América Latina como parte de la estrategia cubana de exportación de la revolución y la conquista del poder en el contexto de la Guerra Fría.

## Antecedentes
El 3 de abril de 1959, un grupo de jóvenes del Movimiento de Acción Revolucionaria (MAR) se llevaron por la fuerza las armas de la tienda del señor Saturnino Arrocha y se internaron en las montañas lanzando vivas a la revolución. Al día siguiente, la Guardia Nacional lanzó una operación para localizar a los atacantes de la tienda. El 6 de abril, la Guardia Nacional tuvo un enfrentamiento con el MAR, abatiendo a dos insurgentes y quedando heridos dos guardias, siendo uno de los heridos Omar Torrijos. El 9 de abril, se produce otro enfrentamiento que acabó con la huida de los miembros del MAR. Días después, algunos de ellos serían capturados por la Guardia Nacional de Panamá. El 15 de abril, el gobierno panameño denunció ante la comunidad internacional sobre los planes de invasión de Cuba a Panamá. En Pinar del Río, Cuba, una fuerza de 200 hombres fue entrenada bajo las órdenes de Dermidio Escalona.

## Desarrollo
El 19 de abril de 1959 partió de Batabanó, Cuba, el buque Mayaré con 82 cubanos, 2 panameños (incluido Floyd Britton del MAR) y un estadounidense liderados por el cubano César Vega; 37 ametralladoras; 32 carabinas y rifles; 10 granadas; 17 pistolas y revólveres y 6 equipos portátiles de radiocomunicación. En el buque también iban un médico, 4 enfermeros y 4 expertos en bombas. La Guardia Nacional, avisada del accionar, intentó impedir el desembarco. El 25 de abril, los expedicionarios cubanos desembarcaron en Panamá. En el desembarco murió ahogado Enrique Morales, portando un identificativo del Movimiento Revolucionario Juvenil 22 de Mayo, quedando los insurgentes sin un líder. Al desembarcar en Panamá, los insurgentes se dividieron en diversos grupos para tratar de establecer las bases de un levantamiento siguiendo el ejemplo de Fidel Castro y la revolución cubana. Uno de estos grupos llegó a Nombre de Dios.
El 27 de abril de 1959 el coronel Bolívar Vallarino dio una conferencia de prensa denunciando la invasión y presentando a tres prisioneros capturados (dos cubanos y un panameño). El 28 de abril, una comisión de la OEA llegó a Panamá. Los invasores en Nombre de Dios, al ser rodeados por la Guardia Nacional, exigieron ser llevados a Cuba desde Nombre de Dios, a lo que el gobierno de Panamá respondió negativamente solo aceptando "la rendición incondicional de los invasores". El 1 de mayo, cuando se preparaban para atacar Nombre de Dios, llegó un mensaje de los invasores diciendo que se rendían. El motivo de su rendición fue que Fidel Castro les dijo que lo hicieran.

## Consecuencias
Al verse fallida la invasión, el Che Guevara declaró que Cuba exportaba ideas revolucionarias pero no la revolución en sí misma. Raúl Castro se reunió con Fidel Castro para notificarle de los resultados de la operación. Fidel Castro, que había viajado a Estados Unidos, calificó la invasión de "vergonzosa, inoportuna e injustificada". El gobierno cubano ofreció garantías a Panamá de que una situación similar no se repetiría.
La invasión fue el primer paso que llevó al enfriamiento de relaciones entre Cuba y Estados Unidos y el posterior auge de grupos guerrilleros en América Latina como parte de la estrategia cubana de exportación de la revolución, que se formalizó con la creación de la Organización Latinoamericana de Solidaridad (OLAS) y la posterior incursión del “Che” Guevara en Bolivia. Las ideas del "Che" Guevara, junto a la ayuda cubana, guiaron las agrupaciones guerrilleras en Centroamérica y América del Sur. En este último lugar, luego de la fundación de la Junta de Coordinación Revolucionaria, las agencias de seguridad, con apoyo de Estados Unidos, pondrían en marcha el Plan Cóndor.